# Clederson César de Souza
Clederson César de Souza (Santos, 14 luglio 1979) è un ex calciatore brasiliano, di ruolo centrocampista.

## Carriera

### Club
César, che nel corso della sua carriera ha ricoperto prevalentemente il ruolo di ala, ha giocato con Santos, Internacional, Portuguesa, Zurigo, Al-Ahli ed Hertha Berlino.

## Palmarès

### Club

#### Competizioni nazionali
- Campionato svizzero: 2

Zurigo: 2005-2006, 2006-2007
- Coppa Svizzera: 1

Zurigo: 2004-05